# 笠䅣稲荷神社
笠䅣稲荷神社（かさのぎいなりじんじゃ）は神奈川県横浜市神奈川区東神奈川二丁目にある神社である。旧社格は村社。

## 祭神
宇迦之魂命、明治天皇、日本武尊を祭神とする。

## 歴史
天慶年間（938年 - 947年） に、淳和天皇勅願所浦島院観福寺の僧侶が隣域の山腹（稲荷山）に社殿を建立し、伏見稲荷大社の御分霊を勧請したことが創祀と伝えられ、同寺の守護神及び附近一帯の産土神として崇敬を集める。文永11年（1274年）、元寇の折りには、鎌倉幕府の執権北条時宗が菊一の銘刀と神鈴を奉納して、国家の安泰を祈願した。戦国時代に兵火に罹災してしまったものの、永禄2年（1559年）に再興なって大祭を行い、元禄2年（1689年）には稲荷山の中腹より山麓に遷座。これより、社前を通行する者の笠が自然と脱げて地に落ちたことから、「笠脱稲荷大明神」と称されるようになり、後に別当能満寺の阿闍梨が笠脱の一字を訂正し、禾に皇を添えて「笠䅣稲荷大明神」と改称した。 
明治2年（1869年）には旧社地が京浜間の鉄道敷設用地に接収されたため現在地に移り、明治17年（1884年）には村社に列し、1921年（大正10年）に神饌幣帛料供進社に指定された。 
1923年（大正12年）の関東大震災により社殿が半壊、昭和20年（1945年）5月29日の横浜大空襲には、社殿・神宝類の悉くを焼失する憂目を見たものの、終戦後いち早く仮社殿が再建された。 
1979年（昭和54年）、新社殿が完成。 

## 特殊信仰
古くより笠䅣稲荷に参拝するとカサ（性病・婦人病）が治るという伝承があり、病気にかかった女性は土団子を作って神前に供え、お百度を踏んで祈願をすると、霊験を得て病気が治り、粢団子を作りお礼詣りをする習慣がある。

## 境内社
- 古峯神社
- 祖霊社
- 庚申塔
- 地神塔
- 大板碑 (鎌倉時代の慰霊碑)
- 日露戦役記念碑

## 文化財
- 板碑（鎌倉時代末期）[横浜市有形文化財]
- 節分追儺式（2月3日）[横浜市無形民俗文化財]

## 祭事・年中行事
- 元旦祭 1月1日
- 鏡開きの神事 1月15日
- 節分追儺式 2月3日
- 祈年祭 2月17日
- 例祭 8月8、9日に近日の土・日曜日
- 新嘗祭 11月23日
- 餅つきの神事 12月25日頃
- 大祓 12月31日
- 月次祭 毎月1日

## 所在地情報
所在地
- 横浜市神奈川区東神奈川二丁目9番地1

北緯35度28分48.9秒 東経139度38分15.9秒 / 北緯35.480250度 東経139.637750度
交通
- 神奈川新町駅（京急本線） から徒歩1分。
- 東神奈川駅（JR東日本京浜東北線・横浜線）から徒歩5分。